# Martin Dehli (Ingenieur)
Martin Dehli (* 8. Mai 1948 in Stuttgart) ist ein deutscher Ingenieur und Hochschullehrer sowie Autor zahlreicher Fachbücher, technisch-wissenschaftlicher Fachveröffentlichungen und populärwissenschaftlicher Schriften auf dem Gebiet der Energiewirtschaft, Energietechnik, Energieeffizienz, Thermodynamik und Energiepolitik.

## Leben
Martin Dehli machte nach dem Ende der Gymnasialzeit am Schickhardt-Gymnasium Stuttgart 1966 das Abitur. Im Anschluss daran absolvierte er ein einjähriges Industriepraktikum bei der Firma Robert Bosch GmbH in Stuttgart-Feuerbach. 1967 nahm er das Studium des Maschinenbaus an der Universität Stuttgart auf, das er 1972 als Diplomingenieur mit der Gesamtnote „sehr gut“ abschloss. Schwerpunkte des Studiums waren Energietechnik, Technische Thermodynamik und Verfahrenstechnik. Von 1972 bis 1974 erarbeitete er – ebenfalls an der Universität Stuttgart – seine Dissertation als Doktoringenieur auf dem Gebiet der Thermodynamik mit dem Thema Über kanonische Zustandsgleichungen und ihre Anwendungsmöglichkeiten in der Technik. Hierfür erhielt er die Note „mit Auszeichnung bestanden“ und war damals der Jüngste, dem die Universität den Doktortitel verlieh.
In den folgenden drei Jahren von 1974 bis 1977 arbeitete Martin Dehli bei dem großen Ingenieurunternehmen Fichtner Beratende Ingenieure als Wissenschaftlicher Mitarbeiter an einer umfassenden Studie für das Forschungsministerium zum Themenbereich Energieeinsparung und anschließend als Projektleiter an einer Untersuchung für die Konzeption der Bereitstellung, des Transports, der Nutzung und der Vermarktung von Kohlegasen für die Vereinigte Elektrizitätswerke Westfalen AG.
1977 wechselte er zur Energie-Versorgung Schwaben AG, wo er zunächst als Assistent des Vorstands tätig war und sich mit Aufgaben auf den Feldern der Strombeschaffung, der Elektrizitätsanwendung, des Wärmemarkts und des Vertriebs befasste. Außerdem betreute er unternehmerische Grundsatzfragen und war in der Öffentlichkeitsarbeit tätig. In den 1980er Jahren baute er als Abteilungsleiter einen Bereich auf, der sich mit Versorgungskonzepten für Gemeinden, dezentralen Energietechniken wie Blockheizkraftwerken, Deponiegasanlagen, Wärmepumpen, der Verwertung von Müll sowie mit erneuerbaren Energien – z. B. auch mit dem Anbau und der energetischen Nutzung von Energiepflanzen – und technischen Analysen befasste. Martin Dehli trat immer wieder für ein technisch, wirtschaftlich und ökologisch sinnvolles Miteinander von zentralen Großtechniken und dezentralen Energietechniken ein.
Martin Dehli wurde 1991 ins Professorenamt an der damaligen Fachhochschule für Technik Esslingen im Fachbereich Versorgungstechnik berufen. Er übernahm Vorlesungen in den Gebieten Gasverwendung, Gasversorgung, Thermodynamik, Konstruktionselemente und Wasserversorgung. Später kamen auch die Energietechnik, die Feuerungstechnik, die Kraftwerks- und Anlagentechnik sowie die Dezentrale Energietechnik hinzu.
Von 1999 bis 2004 übernahm er das Amt des Dekans im Fachbereich Versorgungstechnik und vertiefte die Zusammenarbeit mit Industrieverbänden. In seine Amtszeit fiel die Erweiterung der Studieninhalte um die Umwelttechnik. Impulse zur Internationalisierung, die Einführung eines zweigliedrigen Studiensystems mit den Abschlussbezeichnungen Bachelor und Master sowie die Konzeption eines Masterstudiengangs prägten seine Arbeit.
Danach wirkte er am Aufbau des berufsbegleitenden Masterstudiengangs Netztechnik und Netzbetrieb mit, in dem vier Hochschulen – Ostfalia, Esslingen, Stuttgart und Trier – mit Energieversorgungsunternehmen zusammenarbeiten. Zudem war er am Aufbau der Verbindungen zur Chinesisch-Deutschen Hochschule für Angewandte Wissenschaften der Tongji-Universität Shanghai beteiligt, an der er im Zweijahresrhythmus Vorlesungen hielt.
Martin Dehli erarbeitete zahlreiche technisch-wissenschaftliche Fachveröffentlichungen und populärwissenschaftliche Schriften. Als Mitverfasser des Lehrbuchs Grundlagen der Technischen Thermodynamik trug er zur Verankerung der Thermodynamik in der Versorgungstechnik bei und führte den Begriff der Anstrengungsverhältnisse in die Untersuchung von Kreisprozessen ein. Daneben erhielt er ein Patent für eine Technik der Energierückgewinnung in Gasnetzen.
Zum Ende des Sommersemesters 2013 wurde Martin Dehli nach 43 Semestern Hochschultätigkeit an der Hochschule Esslingen in den Ruhestand verabschiedet. Seit seiner Emeritierung ist er Lehrbeauftragter für Thermodynamik und Wärmewirtschaft.
Martin Dehli wohnt in Fellbach-Oeffingen bei Stuttgart. Er ist verheiratet und hat drei erwachsene Kinder.

## Patentanmeldungen
- Patent  DE4416359A1: Z-stufige Hochtemperatur-Gas-Expansionsanlage in einem Gasleitungssystem mit nutzbarem Druckgefälle. Angemeldet am 9. Mai 1994, veröffentlicht am 16. November 1995, Anmelder: Martin Dehli, Erfinder: Martin Dehli.‌

## Werke (Auswahl)
- Über kanonische Zustandsgleichungen und ihre Anwendungsmöglichkeiten in der Technik. VDI-Verlag. Düsseldorf 1975, ISBN 978-3-18-850570-3.
- Kanonische Zustandsgleichungen für die technische Anwendung. In: Wärme, Bd. 81 (1975), Nr. 6, S. 118–124.
- mit Peter Schnell: Wissenszuwachs und Wissensweitergabe – eine Bedingung für die Fortentwicklung energiewirtschaftlicher Strukturen. In: BWK, Bd. 32 (1980), Nr. 9, S. 419–424.
- Energie von der Sonne. Informationszentrale der Elektrizitätswirtschaft. Bonn 1981.
- Wandern rund um den Strom. Energie-Versorgung Schwaben (Hrsg.). Stuttgart 1981 (Teil 1), 1984 (Teil 2) und 1988 (Teil 3).
- Betriebswirtschaftliche und energiewirtschaftliche Bewertung von BHKW-Kleinaggregaten zur dezentralen Kraft-Wärme-Kopplung. In: BWK, Bd. 34 (1982), Nr. 12, S. 520–527.
- Erfahrungen mit Wärmepumpen. Energie-Versorgung Schwaben (Hrsg.). Stuttgart 1982.
- mit Peter Schnell: Wege der Energie. Informationszentrale der Elektrizitätswirtschaft. Bonn 1983.
- mit Karl-Otto Luik und Lothar Rouvel: Überlegungen zur elektrischen Wärmeversorgung in hochwärmegedämmten Wohngebäuden. In: Elektrizitätswirtschaft 3 (1984), S. 110–120.
- Stromerzeugung aus Deponiegas. In: BWK, Bd. 37 (1985), Nr. 8, S. 253–258.
- Deponiegas zur Stromerzeugung in Blockkraftwerken. In: BWK, Bd. 40 (1988), Nr. 9, S. 329–333.
- mit Günther Müller: Pflanzliche Biomasse. Anbau und Verwertung schnell wachsender Schilfpflanzen. In: Energiewirtschaftliche Tagesfragen Bd. 39 (1989), Nr. 5, S. 290–294.
- mit Karl-Otto Luik und Bernhard Reinicke: Using waste-derived gas to generate power in small unit-type power plants. In: Congress of Biomass Usage. Italy 1989. S. 435–443.
- Energie sinnvoll nutzen. Machen Sie mehr aus der wertvollen Energie! Energie-Verlag, Heidelberg 1989.
- Heizungssysteme im Vergleich. Energie-Verlag, Heidelberg 1995.
- Energierückgewinnung mit Gas-Expansionsanlagen. In: Gas Erdgas gwf, 137 (1996), Nr. 4, S. 196–206.
- Technologies and Options for CO2 emission reduction in the European electricity sector. In: Power Economics 11/1997, S. 41–43.
- Energieeinsparung in Industrie und Gewerbe. Praktische Möglichkeiten des rationellen Energieeinsatzes in Betrieben. Expert-Verlag, Renningen-Malmsheim 1998, ISBN 978-3-8169-1497-6.
- Vergleichende Bewertung von thermodynamischen Kreisprozessen. In: BWK, Bd. 51 (1999), Nr. 11/12, S. 48–58.
- Energierückgewinnung in technischen Systemen. Teil 1: In: BWK, Bd. 52 (2000), Nr. 7/8, S. 44–51. Teil 2: In: BWK, Bd. 52 (2000), Nr. 9, S. 49–51.
- Energieeinsparpotenziale bei der Drucklufterzeugung. In: BWK, Bd. 54 (2002), Nr. 6, S. 57–62.
- Moderne energieeffiziente Lüftungsanlagen für gesundes Wohnen. Landesgewerbeamt Baden-Württemberg, Haus der Wirtschaft, Informationszentrum Energie. Stuttgart 2004.
- Thermodynamische Kriterien für die Weiterentwicklung von Kraftmaschinen. In: BWK, Bd. 57 (2005), Nr. 1/2, S. 61–66.
- g,s-Zustandsdiagramm für Wasser und Wasserdampf. In: BWK, Bd. 57 (2005), Nr. 11, S. 63–67.
- Power-to-Gas. Speicherung von Strom aus Windkraft- und Photovoltaikanlagen in der Erdgas-Infrastruktur. In: BTGA-Almanach 2014, S. 12–20.
- Energieeffizienz in Industrie, Dienstleistung und Gewerbe. Verlag Springer Vieweg, Wiesbaden 2020, ISBN 978-3-658-23204-7.
- Kompendium Technische Thermodynamik. Verlag Springer Vieweg, Wiesbaden 2021, ISBN 978-3-658-34539-6.
- Grundlagen der Technischen Thermodynamik. Verlag Springer Vieweg, Wiesbaden 2023, ISBN 978-3-658-41250-0.
- Fundamentals of Technical Thermodynamics. Verlag Springer Vieweg, Wiesbaden 2023, ISBN 978-3-658-38909-3.
- Aufgabensammlung Technische Thermodynamik. Verlag Springer Vieweg, Wiesbaden 2024, ISBN 978-3-658-44241-5.
- Task Collection Technical Thermodynamics. Verlag Springer Vieweg, Wiesbaden 2024, ISBN 978-3-658-43398-7.